# Henry Lawes

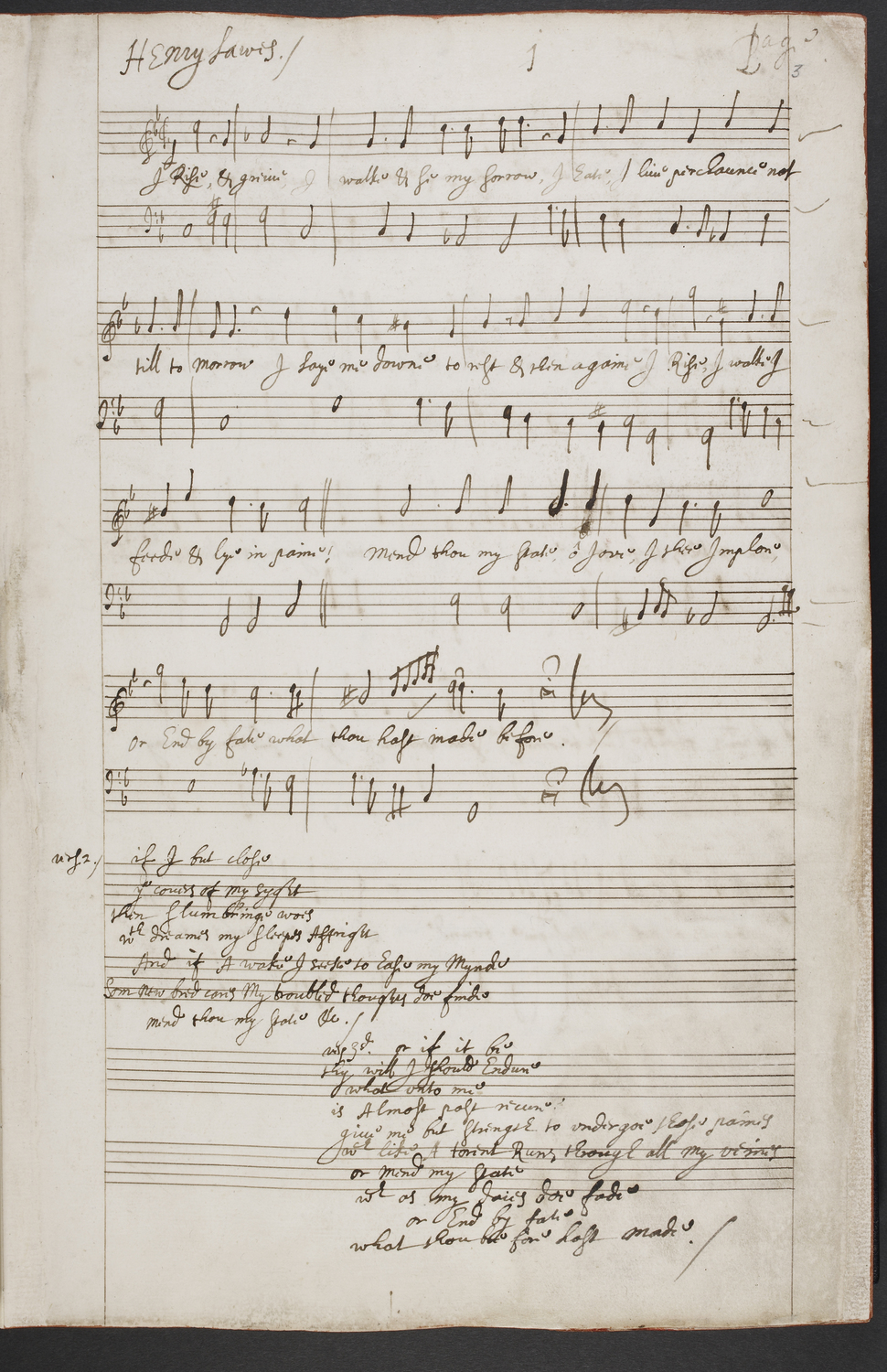

Henry Lawes (Dinton, 5 dicembre 1595 – Londra, 21 ottobre 1662) è stato un musicista e compositore inglese.

## Biografia
Nato nel Wiltshire, ricevette la sua educazione musicale da John Cooper, meglio conosciuto con il suo pseudonimo italiano di Giovanni Coperario, un famoso compositore dell'epoca. Nel 1626 venne nominato Gentlemen della Cappella reale e mantenne questo titolo fino a quando non venne abolita l'esecuzione di musica in chiesa. Lawes continuò il suo lavoro di compositore e ne 1653 pubblicò la collezione di pezzi vocali Ayres and Dialogues for One, Two and Three Voyces, seguita poi da due altri libri, portanti lo stesso titolo, nel 1655 e 1658 rispettivamente. Con la restaurazione della monarchia nel 1660, Lawes ritornò alla Cappella reale e compose un anthem in occasione dell'incoronazione di re Carlo II. Dopo la morte venne tumulato nella Westminster Abbey.
Lawes divenne noto nei circoli musicali per la sua amicizia con John Milton, per la cui masque, Comus , compose le musiche di scena nel 1634. Il poeta, in cambio, immortalò il suo amico in un sonetto in cui Milton, con una percezione musicale non comune fra i poeti, descrive i grandi meriti di Lawes. La sua stretta attenzione ai versi del poeta, il modo in cui la musica sembra crescere fra le parole, la perfetta coincidenza della musica con gli accenti metrici, fanno considerare le canzoni di Lawes al livello dei lieder di Robert Schumann o Franz Liszt. Allo stesso tempo, egli non difetta di vera invenzione melodica, e la sua musica concertata mostra un sapiente uso del contrappunto.
Henry Lawes era fratello di William Lawes, anche lui compositore.